# 玛加莉·卡瓦哈尔
玛加莉·卡瓦哈尔（西班牙語：Magaly Carvajal，1968年12月18日—），古巴前女子排球运动员。她曾代表古巴国家队参加1992年和1996年夏季奥林匹克运动会排球比赛，两届比赛均收获金牌。